# Macaranga constricta
Macaranga constricta är en törelväxtart som beskrevs av Timothy Charles Whitmore och Airy Shaw. Macaranga constricta ingår i släktet Macaranga och familjen törelväxter. Inga underarter finns listade i Catalogue of Life.